# Tuile d'Amiens au chocolat
Les tuiles au chocolat sont une spécialité culinaire de la ville d'Amiens.

## Historique
Les tuiles au chocolat sont aussi nommées parfois tuiles du Beauvaisis, en effet, au début du XXe siècle on rencontrait des tuiles au chocolat à Amiens, Beauvais, Abbeville et Roye. Il s'agissait donc d'une spécialité picarde. La présence, à Amiens, de plusieurs fabriques de chocolat au XIXe siècle, explique certainement la création de cette spécialité.

## Caractéristiques
La pâte à tuile traditionnelle est remplacée dans les tuiles amiénoises par du chocolat fondu auquel on incorpore des amandes grillées. La pâte est découpée en disques fins qui sont mis à durcir sur un moule qui leur donne une forme recourbée. Les tuiles amiénoises sont en général réalisées avec du chocolat noir ou au lait mais il existe des variantes au chocolat blanc, avec des écorces d’oranges...